# برنامه‌ریزی ساخت
برنامه‌ریزی ساخت به دو قسمت برنامه‌ریزی تولید و طراحی فرایند تولید تقسیم‌بندی می‌شود:

## برنامه‌ریزی تولید
اساساً هدف از برنامه‌ریزی تولید پاسخ‌گویی به سوالاتی از این قبیل‌است که یک قطعه چگونه و چه موقع باید بر اساس زمان لازم انجام کار و منابع در دسترس ساخته شود. وظیفه یک طراح محصول دادن طرح‌های فرایند برای همه قطعات تولیدی با توجه به منابع موجود کارخانه و جهت اجرای فعالیت‌های تعریف شده‌است. محدودیت‌ها و منابع دو فاکتور اصلی در هر سیستم طراحی محصول می‌باشد.

## برنامه‌ریزی (طراحی) فرایند تولید
برنامه‌ریزی فرایند تولید یا برنامه‌ریزی مراحل ساخت را می‌توان به صورت فعالیتی که مشخص‌کننده شیوه مقتضی جهت تبدیل ماده به قطعه تمام شده‌است تعریف کرد. شاید یکی از با اهمیت‌ترین بخش‌های کار تولید، برنامه‌ریزی مراحل ساخت می‌باشد، که اجرای آن در حقیقت یک بخش اصلی از زمان غیر ماشین‌کاری در تولید یک قطعه را به خود اختصاص می‌دهد؛ و در نهایت مناسبترین روش‌های ساخت و پارامترهای لازم جهت تبدیل ماده خام به فرم قطعه نهایی (براساس نقشه مهندسی طرح شده) تعیین و مشخص می‌شود به صورت یک‌سری دستورالعمل به قسمت ساخت فرستاده می‌شود. در روند انجام این فرایند، کلیه عملیات و ابزار تولیدی، طراحی یا انتخاب می‌شوند. ورودی به این مرحله نقشه قطعه کار و خروجی از آن دستورالعمل‌های اشاره شده می‌باشد. برنامه‌ریزی تولید مستلزم اجرای موارد زیر می‌باشد:
- تفسیر، تشخیص و تبدیل اطلاعات قطعه طراحی شده به برنامه‌ریزی ساخت (با استفاده از سیستم طراحی به کمک کامپیوتر یا زبان تشریحی).
- انتخاب اعمال ماشین‌کاری و توالی آنها.
- انتخاب ماشین ابزار.
- انتخاب ابزار و شرایط ماشین‌کاری.
- طراحی یا انتخاب قید و بندهای مورد نیاز.
- تعیین زمان ماشین‌کاری و هزینه تولید.

مراحل فوق مستقیماً روی بهره‌وری کار تأثیر دارد. برنامه‌ریزی ضعیف تولید باعث اتلاف وقت و ازدیاد قطعات ناکارآمد و… می‌گردد. معمولاً در مراکز طراحی مهندسی افرادی که وظیفه اجرای برنامه‌ریزی تولید را بر عهده دارند از افراد با تجربه بوده و دقت بسیاری در این مورد اعمال می‌نمایند. در طی اجرای این فرایند قسمت‌های بسیاری از وقت طراح صرف تکرارهای دستی نوشتن و امثالهم می‌گردد. این موضوع علاوه بر اینکه باعث بروز اشتباهات احتمالی می‌شود وقت با ارزش طراح نیز بیشتر متوجه کارهای عادی است، لذا با توجه به این نکات و اینکه افراد باتجربه در زمینه برنامه‌ریزی فرایند تولید به تدریج کمتر می‌شوند، تلاش‌های وسیعی در مورد ایجاد سیستم‌های کامپیوتری برنامه‌ریزی تولید در دهه‌های اخیر شروع شده‌است در این رابطه تعداد زیادی بسته‌های نرم‌افزاری برای کارهای اختصاصی تهیه شده‌اند ولی نرم‌افزاری که قابلیت اجرای کل مراحل برنامه‌ریزی فرایند تولید را به صورت یکجا داشته باشد و شامل همه توابع باشد وجود ندارد.